# A doua bătălie de la Springfield
A doua bătălie de la Springfield a avut loc în timpul Războiului Civil American pe 8 ianuarie 1863, în Springfield, Missouri. Este uneori cunoscut sub numele de „Bătălia de la Springfield”. (Prima bătălie de la Springfield a avut loc la 25 octombrie 1861, și a existat și cea mai cunoscută Bătălia de la Wilson's Creek, care a avut loc în apropiere pe 10 august 1861.) Lupte era urbană și casă în casă, ceea ce era rar în război.

## Context
La 31 decembrie 1862, trei coloane de cavalerie sub comanda Confederate Generalul de brigadă John S. Marmaduke au părăsit Pocahontas, Arkansas și Lewisburg, Arkansas și s-a deplasat spre nord pe drumuri separate către Missouri și linia de aprovizionare Union. Obiectivul imediat al lui Marmaduke a fost distrugerea vagoanelor și a liniei de aprovizionare a Armatei Uniunii de Frontieră între Rolla și Springfield. Dacă reușește, Marmaduke ar determina elementele Armatei Frontierei să se retragă din Arkansas și să urmărească Divizia lui Marmaduke.
Coloana principală a lui Marmaduke a mers spre nord prin Forsyth, Missouri, unde Marmaduke a aflat de la cercetași că principalul depozit de provizii al armatei Uniunii la Springfield era slab apărat. Pentru a deschide calea confederaților săi, Marmaduke a mărșăluit pe Ozark, Missouri. Garnizoana Uniunii staționată la Ozark s-a retras și Confederații și-au ars fortul abandonat. O a doua coloană, comandată de Colonelul Emmett MacDonald, a distrus fortul Union ("Fortul Lawrence") la Lawrence Mill pe Beaver Creek, la aproximativ zece mile (16 km) sud-vest. din Ava. O trimitere către a treia coloană sub conducerea colonelului Joseph C. Porter l-a îndrumat pe Porter să se alăture lui Marmaduke la Springfield, mai degrabă decât la Hartville. Dacă totul decurgea conform planului, toate cele trei comenzi ar converge spre Springfield în încercarea de a captura depozitele de provizii militare ale orașului, ușor apărate.

## Pregătirea
În după-amiaza zilei de 7 ianuarie 1863, federalii din garnizoana Ozark au ajuns la Springfield și l-au informat pe comandantul local, Generalul de brigadă Egbert Brown, că o forță de cavalerie confederată, cu o putere estimată undeva la 4.000 și 6.000 de oameni, se îndrepta spre Springfield. Având doar 1343 de soldați veterani, Brown a gândit două opțiuni. El ar putea distruge toate proviziile de iarnă ale Armatei Uniunii de Frontieră la Springfield și să se retragă, sau ar putea apăra orașul. Pe 23 decembrie 1862, generalul Grant a publicat o cenzură majoră a comandantului Uniunii și a forțelor staționate la Holly Springs, Mississippi, care au participat la predarea rușinoasă a depozitului de aprovizionare din Holly Springs al lui Grant. Fără îndoială, Brown amintind această cenzură, a avut un motiv puternic pentru a favoriza apărarea Springfield .
Subordonații lui Brown au favorizat și apărarea orașului. Generalul comandant al districtului al patrulea militar, Colley B. Holland, a trimis imediat depețe către comunitățile din jur, chemând Miliția înrolată din Missouri la serviciu activ cu ordin să se grăbească la Springfield. Brown a ordonat, de asemenea, îndepărtarea a 50.000 de rații din Springfield în Fortul Numărul 1 și s-a pregătit pentru arderea armelor în caz de înfrângere. Între timp, la sugestia doctorului Samuel Melcher, căpitanul Byron Carr a montat trei tunuri pe roțile vagonului.
În dimineața următoare, federalii au eliberat arme și muniții soldaților și civililor deopotrivă. Deși Springfield avea o garnizoană ușoară, avea un avantaj distinct. Era înconjurat de o rețea de patru forturi de pământ aproape finalizate și o clădire de colegiu acoperită. Fiecare dintre cele cinci puncte comanda terenul înalt.

## Bătălia

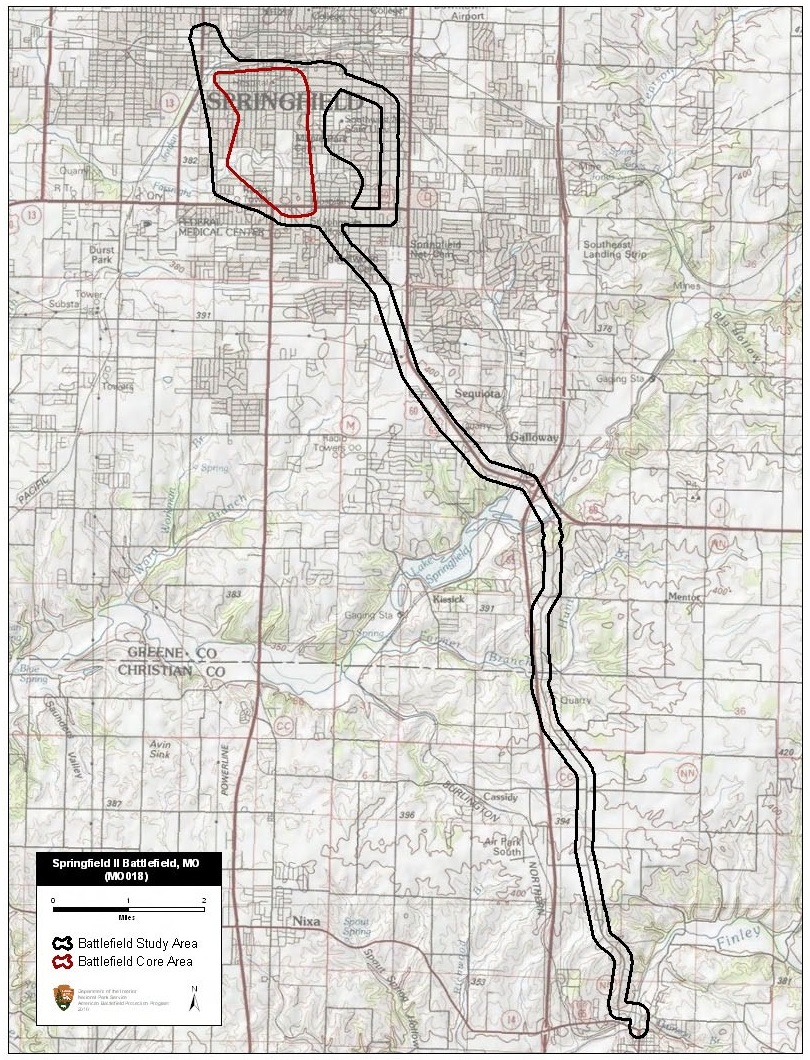
Harta nucleului Springfield II Battlefield și zonele de studiu de către American Battlefield Protection Program.

Când a răsărit dimineața zilei de 8 ianuarie 1863, două dintre coloanele confederate sub conducerea lui Marmaduke s-au apropiat de Springfield dinspre sud. Deoarece coloanele Porter și MacDonald nu au ajuns încă, Marmaduke și-a ocupat dimineața devreme să găsească hrană și să captureze o parte din miliția înrolată din Missouri, la aproximativ cinci mile (8 km) de Springfield. Cu MacDonald în cele din urmă prezent până la ora 10:00 a.m., confederații au descălecat două regimente la aproximativ trei mile (5 km) de Springfield și au avansat pentru a simți liniile Uniunii și a-și dezvolta puterea. După ce confederații au împins două regimente de cavalerie ale miliției de stat ale Uniunii Missouri la două mile (3 km) nord, au apărut ruinele fumegătoare ale caselor în incendiu de la periferia orașului Springfield. Pentru a oferi o vedere fără obstacole artileriei sale în interiorul Fortului nr. 4 (situat în partea de est a South Avenue, între străzile Elm și Cherry), Brown a ordonat în ultimul moment să ardă zece case de-a lungul South Avenue.
Colonelul Joseph Orville Shelby a preluat comanda operațiunilor tactice, lansând atacuri fragmentare asupra centrului Uniunii și a flancului vestic. Confederații au înaintat pe teren deschis împotriva Fortului Numărul 4, căutând un adăpost pe care să-l poată obține din cioturile de copaci, grămezi de piatră și rămășițele carbonizate ale caselor arse de forțele Uniunii. În ciuda eforturilor repetate, asaltul asupra fortului a eșuat.
Shelby a hotărât apoi să cuprindă Springfield printr-un atac oblic dinspre vest. Confederații au fost atrași de acoperirea oferită de o râpă care ducea în sus, spre oraș, de la ceea ce este acum intersecția Grand Avenue și Grant Street. În fruntea acestei trageri se afla o academie de cărămidă cu două etaje, înconjurată de o pală. Folosit de federali ca închisoare, se afla lângă colțul de nord-vest al ceea ce este acum intersecția dintre Campbell Avenue și State Street. Forțele Uniunii nu au reușit să încarce garnizonul școlii colegiului, astfel încât confederații au reușit să pună mâna pe clădire și să o folosească ca propria fortăreață pentru a întoarce focul de la Fortul nr. 4. Cu toate acestea, lupte grele au izbucnit în curând în jurul stațiunii pe măsură ce forțele Uniunii. a încercat să reia colegiul și pastrada. Confederații și-au găsit un avantaj local în număr și au făcut propriul atac. Această fază a asaltului a avut cele mai grave victime, lupte corp la corp și capturarea unui tun de către confederați. Trupele Uniunii de pe flancul de vest au fost, de asemenea, împinse înapoi pe College Street din poziția lor inițială de-a lungul Old Wire Road și State Street. Dar întăririle Uniunii au oprit drumul Confederaților și chiar i-au împins pe confederați în vecinătatea State Street.
Odată cu scufundarea soarelui, Marmaduke a lansat un asalt final împotriva Fortului nr. 4. Forțele Uniunii au respins din nou atacul. La căderea nopții, confederații s-au retras pe Drumul Ozark până la ferma Phelps (acum Phelps Grove Park). Bătălia de la Springfield se terminase, iar depozitul de provizii al Uniunii era în siguranță.

## Consecințe
Din cele aproximativ 2.099 de trupe ale Uniune angajate, 19 au fost uciși sau dispăruți și 146 au fost răniți pentru o pierdere totală de 165 de oameni (7,9%). Două luni mai târziu, numărul total de uciși ar ajunge la 30, cei dispăruți în acțiune ar fi de 6, iar 195 au fost răniți. Hartville, 1999, p. 61 Format:ISBN?</ref> Din cele aproximativ 1.870 de trupe ale Confederată prezente, cel puțin 45 au fost uciși sau dispăruți și 105 au fost răniți pentru o pierdere totală de cel puțin 150 de oameni (8,0 la sută) . Marmaduke a recunoscut că întoarcerile Confederate au fost incomplete. Autorul Frederick Goman folosește mai multe rapoarte ale perioadei pentru a ajunge la o estimare de 70-80 de morți, 12 capturați și 200 de răniți. Hartville, 1999, p. 61–62</ref>
Absența coloanei lui Porter a afectat foarte mult șansa lui Marmaduke de succes la Springfield. În patru zile, rădăcinii confederați s-au retras în Arkansas. Springfield a continuat să rămână un important centru medical și de aprovizionare pentru armata Uniunii din Vest.
O serie de douăsprezece marcaje interpretative au fost plasate recent în centrul orașului Springfield, în locurile importante ale bătăliei. Acestea sunt destinate să fie vizitate în succesiune într-un tur pe jos. Primul marcaj este situat în Park Central Square, de unde a fost scos din locația sa inițială la Street și Water Street.
Printre morții confederaților s-a numărat și Spencer McCoy, fiul fondatorului Kansas City, Missouri, John C. McCoy. Bătrânului McCoy i sa permis să vină la Springfield pentru a-și revendica fiul care este îngropat împreună cu el în Union Cemetery din Kansas City.